# Aeroportul Harry Stern
Aeroportul Harry Stern (IATA: WAH, ICAO: KBWP, FAA LID: BWP) este un aeroport din Dakota de Nord, Statele Unite ale Americii ce deservește zona Wahpeton⁠(d). Aeroportul a fost tranzitat în 2019 de 6 pasageri.
Situat la o altitudine de 295 m, aeroportul dispune de 2 piste.

## Infrastructură

### Piste
Aeroportul dispune de 2 piste. Pista 03/21 are suprafața de Iarbă și dimensiunile 3.254 picioare × 150 picioare. Pista 15/33 are suprafața de beton și dimensiunile 5.100 picioare × 75 picioare. 